# Condado de Douglas (Kansas)
O Condado de Douglas (em inglês:  Douglas County) é um dos 105 condados do estado americano do Kansas. A sede e maior cidade do condado é Lawrence. Foi fundado em 25 de agosto de 1855.
O condado possui uma área de 1 229 km², dos quais 1 181 km² estão cobertos por terra e 49 km² por água, uma população de 110 826 habitantes, e uma densidade populacional de 93,9 hab/km² (segundo o censo nacional de 2010). É o quinto condado mais populoso do Kansas.